# Natascha McElhone

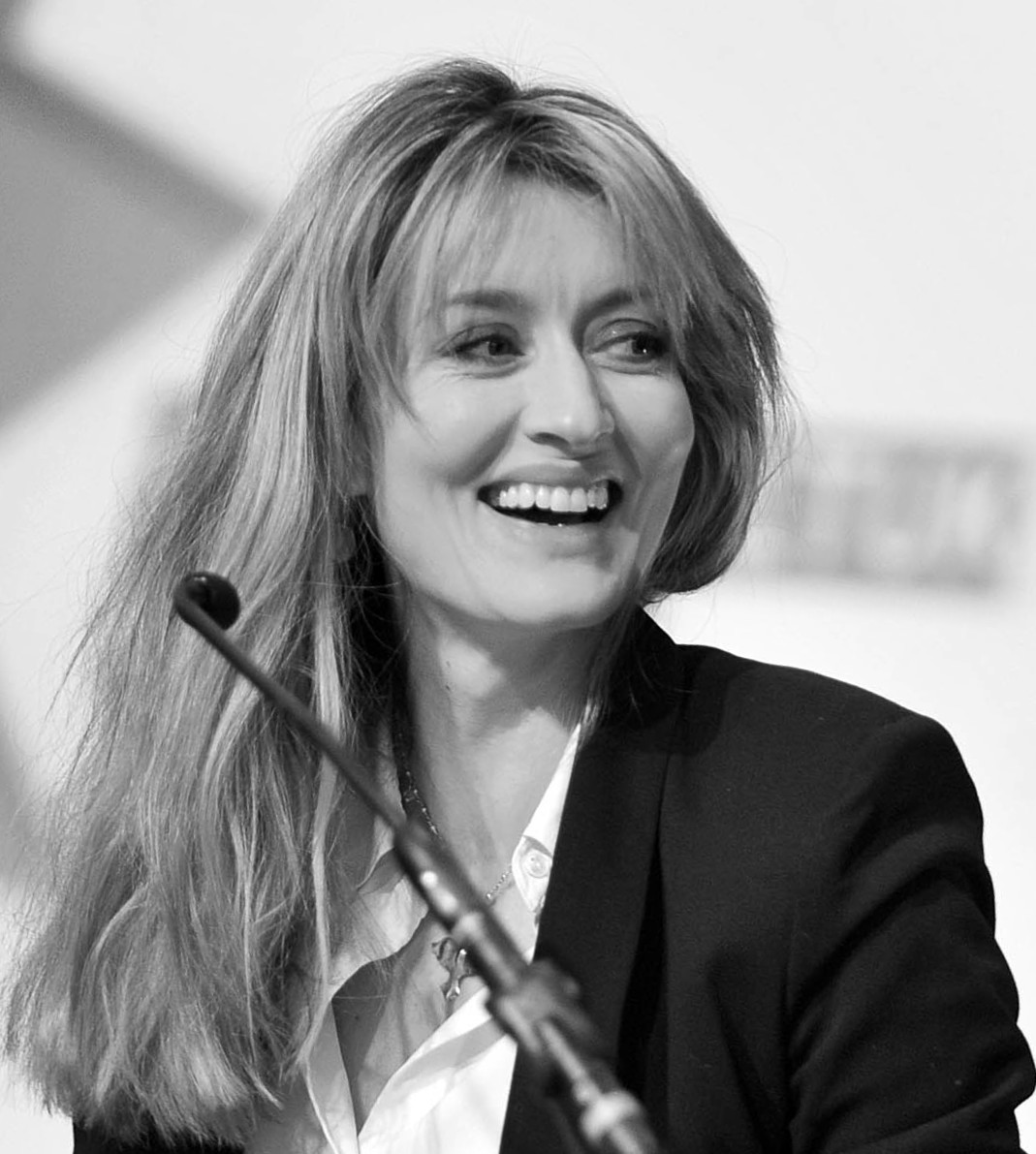
Natascha McElhone (2014)

Natascha McElhone (właśc. Natascha Abigail Taylor, ur. 14 grudnia 1971 w Surrey w Londynie) – brytyjska aktorka filmowa i teatralna, pochodzenia irlandzkiego.

## Młodość
Urodziła się w Londynie w rodzinie dziennikarzy. Dorastała w Brighton. W wieku 6 lat zaczęła pobierać lekcje tańca irlandzkiego i kontynuowała je do 12. roku życia. Studiowała w London Academy of Music and Dramatic Art.

## Życie prywatne
W 1998 wyszła za mąż za chirurga plastycznego Martina Hirigoyen Kelly’ego. 20 maja 2008, w wieku 43 lat, Martin zmarł na zawał serca. Autopsja wykazała, że cierpiał na kardiomiopatię rozstrzeniową na tle wirusowym. Aktorka z tego związku ma trzech synów: Theodore’a (2000), Otisa (2003) oraz Rexa, który urodził się w październiku 2008, 5 miesięcy po śmierci Kelly’ego.

## Filmografia
- 1991 Bergerac jako Louise Calder (gościnnie)
- 1992-2005 Absolutnie fantastyczne (Absolutely Fabulous) jako asystentka w galerii sztuki (gościnnie)
- 1994 A Breed of Heroes jako Janet
- 1996 Cold Lazarus jako Angie
- 1996 Picasso – twórca i niszczyciel (Surviving Picasso) jako Françoise Gilot
- 1996 Karaoke jako Angie
- 1997 Zdrada (The Devil's own) jako Megan Doherty
- 1997 Pani Dalloway (Mrs. Dalloway) jako młoda Clarissa
- 1998 Truman Show jako Lauren Garland/Sylvia
- 1998 Ronin jako Deirdre
- 1998 Zakochani rywale (What Rats Won't Do) jako Kate Beckenham
- 2000 Stracone zachody miłości (Love's Labour's Lost) jako Rosaline
- 2000 Nosiciel (The Contaminated Man) jako Holly Anderson
- 2002 Miasto duchów (City of Ghosts) jako Sophie
- 2002 www.strach (FeardotCom) jako Terry Houston
- 2002 Urok mordercy (Killing Me Softly) jako Deborah Tallis
- 2002 Solaris jako Rheya
- 2002 Na wzgórzach Hollywood (Laurel Canyon) jako Sara
- 2003 FeardotCom: Visions of Fear (jako ona sama)
- 2003 The Other Boleyn Girl jako Mary Boleyn
- 2004 Lawendowe wzgórze (Ladies in Lavender) jako Olga Daniloff
- 2005 Przypadkiem wcielony (Guy X) jako Irene Teal
- 2005 Objawienia (Revelations)
- 2006 Big Nothing jako Peneloppe
- 2007 Dangerous Parking jako Clare
- 2007 Firma – CIA (The Company) jako Elizabet Nemeth
- 2007-2014 Californication jako Karen
- 2008 Blessed jako Lou
- 2008 Tajemnica Rajskiego Wzgórza (The Secret of Moonacre) jako Loveday
- 2010 Thorne: Sleepyhead jako Anne Coburn
- 2010 The Kid jako Gloria
- 2013 Romeo i Julia jako lady Capulet
- 2014 Believe jako Erica Gallagher
- 2016 London Town jako Sandrine
- 2016 Mr. Church jako Marie
- 2016-2017 Designated Survivor jako Alex Kirkman, pierwsza dama
- 2018 The First. Misja na Marsa jako Laz Ingram
- 2021 Carmen jako Carmen
- 2022 Hotel Portofino jako Bella Ainsworth
- 2022–2024 Halo jako dr Catherine Halsey